# Cultura de Faium
A cultura Faiumiana desenvolveu-se entre 5400-4 400 a.C. ao norte do lago Qarun, local onde a cultura epipaleolítica Qaruniana prosperou; segundo Vermeersch e Hendrickx "Diferenças tecnológicas e tipológicas entre a Qaruniana e a Faiumiana são tão significativas que não pode haver questão da Faiumiana tendo desenvolvido fora da Qaruniana". Além disso eles argumentam que a indústria lítica Faiumiana está relacionada com as tecnologias tardias do neolítico do deserto ocidental; Midant-Reynes acredita que esta cultura originou-se do Oriente: "Parece possível que o neolítico do Vale do Nilo pode ser surgido do Saara oriental, o Faium poderia, portanto, ter sido uma das primeiras áreas ocupadas no momento do deslocamento das populações em direção ao rio, sob a pressão das condições áridas que prevaleceram no milênio VI a.C. É por essa razão que Kozlowski e Ginter (1989) interpretam a Moeriana (a segunda fase do neolítico de Faium) como um eco tardio destas tradições saarianas, dada a sua tecnologia de lâmina/lamela dos líticos encontrados no oásis Siwa. A Faiumiana (a primeira fase do neolítico de Faium), por outro lado, poderia ter tido as suas origens no Oriente Próximo".
Embora alguns (Trigger) considerem prematuro concluir que a cultura Faiumiana seja a mais antiga evidência agrícola do Egito, ela assim como os sítios do deserto ocidental dão luz as discussões acerca do assunto: "No Faium nós estávamos no limiar de obter vistas extensas de material arqueológico fresco, afetando grandes áreas". Eles podem contribuir para a compreensão das origens da agricultura no Egito ("A unidade Faium A é o que resta das atividades sócio-econômicas dos primeiros grupos de agricultores que exploraram os ambientes naturais do oásis que fica no Norte do Egito, para o oeste do Nilo".), no nordeste africano ("O registro arqueológico do nordeste africano, incluindo o de Faium - pode ter sido subestimado como um recurso para a análise geral das origens agrícolas") e possibilitam a discussão acerca de modelos de adoção natural e propagação da agricultura no geral ("O registro egípcio oferece exemplos importante da evolução independente de domesticados e tecnologias agrícolas que tem muito a oferecer para os atuais modelos de origem agrícola (p. ex. Henry 1989, McCorriston e Hole 1991) e para os determinantes da disseminação (p. ex. Cavalli-Sforza e Feldman 1981) das economias agrícolas").

## Características
Os sítios faiumianos foram identificados, especialmente nas margens do lago, em diversas expedições arqueológicas e foram caracterizados por lareiras, grandes quantidades de ferramentas e cerâmica, restos orgânicos e silos (estes cobertos por tapetes ou palha) Segundo Hayes, os habitantes de Faium escolheram seus assentamentos de forma a melhor aproveitar o ambiente lacustre: "Por seus assentamentos as pessoas de Faium A selecionaram sítios no sotavento dos baixos 'buttes' que circundam a costa norte do lago, geralmente perto de uma entrada ou outra reentrância na costa, onde a pesca teria sido boa, e nunca muito longe do nível do trecho da antiga cama do lago em que cresceram suas lavouras modestas". Segundo Caton-Thompson o sítio de Kom W define o Faium neolítico: "Este monte, alguns 600x400 metros de diâmetro, embora não tão prolífico em proporção ao seu tamanho, mobiliou material suficiente para colocar a enigmática 'indústria Faium', finalmente, em seu verdadeiro contexto; pois, contido em seus 5 metros mais ou menos de depósito foram encontrados potes inteiros da mesma face áspera da cerâmica artesanal cujos cacos tínhamos notado em sítios da superfície".
Antes das escavações realizadas por Caton-Thompson em 1924-1925 pouco se sabia sobre a cultura e "o único fato certo e acordado sobre os implementos é a sua disseminação como as ferramentas de pedra e armas das civilizações pré-dinásticas do Vale do Nilo". Inicialmente, especialmente depois das escavações de Caton-Thompson, acreditou-se que a indústria lítica faiumiana era baseada em bifaciais, um erro postumamente descoberto; na realidade, tal indústria foi baseada em lascas produzidas por diversas técnicas (lascagem, descamação por pressão, moagem e polimento) e com diversos materiais (Calcário, sílex, diábase e cinzas vulcânicas). As ferramentas eram polidas, ou ao menos possuíam suas bordas polidas, e o conjunto lítico era composto por diversas formas: uma infinita variedade de pontas de flechas de base côncava, pontas de flecha bifaciais e pontas em forma de folha, machados, entalhes, denticulados, raspadores laterais, lascas retocadas, microlâminas e componentes micrólitos (especialmente lamelas), enxós, ferramentos com lâmina (incluindo foices) e lâminas apoiadas. Kozlowski e Ginter, após analisarem os líticos da cultura concluíram que "A Faiumiana pode ser percebida - pelo menos nas evidências de material obtido até agora - como uma unidade homogênea, pouco diferenciada tipologicamente".
A cerâmica era feita com lodo, polida, de cor vermelha ou preta, temperada (palha, fibra, areia, conchas ou pedras trituradas) e não tinha decoração; as formas encontradas em Kom W e Kom K foram dividias em cinco grupos: tigelas e potes, taças e copos, pratos retangulares com bordas, copos com pedestais, copos com pés nodosos; em Qasr el-Sagha potes com barrigas hemisféricas ou esféricas, distintivos pescoços e jantes invertidos e placas achatadas foram localizados. A tecelagem foi evidenciada pela primeira vez nesta cultura; produzia excelentes cestas utilizadas como suportes para vasos ou forros de silos.
Em Kom W e Kom K foram encontrados diversos artefatos característicos: pilões e almofarizes (arenito), paletas (diorito e calcário), objetos feitos com pedra, osso polido, dentes de tubarão, conchas e casca de ovo de avestruz, discos de pedra furados, contas e miçangas de amazonita: "A maioria dos implementos de pedra de chão encontrados nos sítios de Faium A refletem os componentes agrícolas e artesanais da sociedade e incluem mós para moer grãos, almofarizes, martelos de pedra, polidores para polimento da cerâmica, rodas discoides para tecer fios de linho que já era cultivado na área. ornamentação, embora esparsa por padrões egípcios superiores, é refletida por pequenas paletas de pigmentos e contas de pedra, enquanto algumas taças de pedra sugerem o início desse ofício no norte do Egito". Foram identificadas pontas e arpões produzidos com ossos e marfim.
A cultura Faiumiana tinha uma economia baseada na agricultura (cevada, trigo, linho) e criação animal (bovinos, caprinos, ovinos, suínos, cães), complementada pela caça (elefantes, hipopótamos, crocodilos, gazelas, antílopes, raposas, tartarugas, lebres, aves aquáticas caramujos, lagartos, cobras) e pesca (bagres, percas, mexilhões); a caça e a pesca foram de extrema importância para os faiumianos, na medida que padrões de pesca adotados durante a cultura Qaruniana foram mantidos: "Ambos os grupos Faium A e B parecem ter explorado as mesmas espécies, e com a exceção que Faium A demonstrou, na similar abundância relativa, usando estratégias semelhantes e durante a mesma época do ano". Os restos de animais estão mal preservados em todo o Faium devido ao "intemperismo e diagênese em condições desérticas seguintes a fragmentação durante a carnificina". Krzyzaniak sugere que os grãos cultivados "foram provavelmente plantados em parcelas de monoculturas, separadamente colhidos e debulhados e armazenados em recipientes separados".
Em vista de uma série de fatores detectados ao longo das escavações, entre eles a falta de habitação nos sítios de Faium, pode-se concluir que, possivelmente, os habitantes locais vivam sazonalmente nos assentamentos: "Fizemos uma extensiva análise estatística das distribuições espaciais de cerâmica, ossos de animais e outros detritos, mas há pouco em distribuição para sugerir outra coisa senão acampamentos temporários de pessoas que dependiam fortemente de peixes e animais selvagens, além de (supostamente) ovinos e caprinos domesticados". O Faium "parece seguir um padrão muito diferente da evolução de outras áreas. Embora os campos de caçadores-coletores parecem ter se transformado rapidamente em comunidades rurais complexas, as pessoas do neolítico de Faium permaneceram aparentemente caçadores-coletores móveis", possivelmente devido a importância da caça e a produção flutuante na agricultura, acarretando em uma menor sofisticação perante os assentamentos do sudoeste do deserto ocidental ou da cultura Badariana. Além disso a variação do nível do lago, possivelmente inviabilizou assentamentos permanentes: "Dada a variação substancial anual nos níveis do lago e o gradiente relativamente raso da área Faium, a localização das áreas agrícolas podem ter variado o suficiente a cada ano para fazer aldeias permanentes inadequadas (...) Pose ser importante, nesse contexto que, aparentemente, não houve grandes assentamentos permanentes em Faium até o Império Médio".
Segundo as pesquisas arqueológicas não houve sinais de práticas religiosas ou a presença de elementos hierárquicos, no entanto, isso não implica que não existissem, especialmente porque a complexidade econômica maior implica uma organização social e estrutural maior; ausência de túmulos também dificulta os estudos acerca das características físicas dos faiumianos.
A presença de conchas (do mar Vermelho e Mediterrâneo), turquesa (Sinai), amazonita (Tibesti no Saara ou colinas do mar Vermelho) e um dente de tubarão (Mar vermelho) evidenciam contatos comerciais com outras regiões: "Se o contato entre as três tradições pré-dinásticas do Egito (Alto Egito, o Dental e o Deserto Ocidental) foi uma força importante na emergência de uma cultura nacional egípcia com as primeiras dinastias, então é absolutamente essencial que compreendamos o contexto social e econômico de bens como contas - bens que apontam para intercâmbio social e todo o corpo de ideias, relacionamentos e até mesmo mitos que muitas vezes acompanham intercâmbio". Há teorias de que Faium e Merinde, aparentemente contribuíram para o desenvolvimento de sítios tardio como Omari e Maadi; outras teorias afirmam que estes sítios tiveram uma origem comum: "As muitas analogias já observadas entre as culturas merindana e a Faium A deixam pouca margem para dúvida de que elas estão intimamente relacionadas umas as outras e são, sem muita dúvida, descendentes de um ancestral comum ou a combinação de antepassados".